# Епізоотія

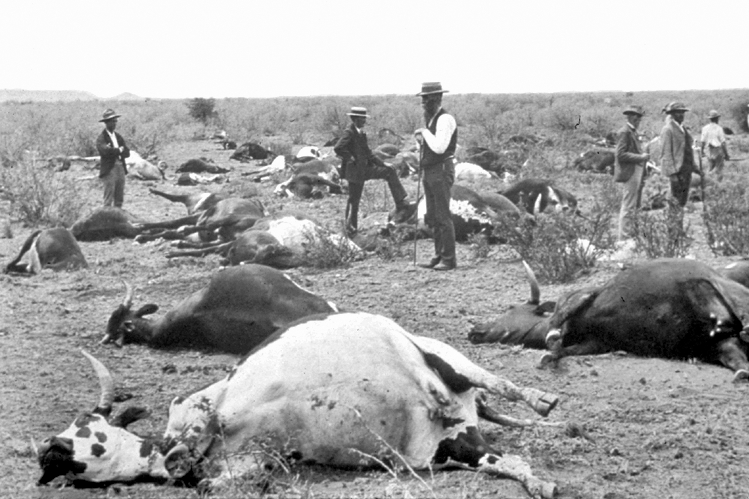
Епізоотія чуми великої рогатої худоби у 1896 році в Південній Африці

Епізоо́тія — широке вибухоподібне поширення інфекційної хвороби тварин, яке значно перевищує звичайний рівень захворюваності на цю хворобу на даній території.
Українське законодавство визначає: «епізоотія — широке поширення заразної хвороби тварин за короткий проміжок часу, що значно перевищує звичайний рівень захворюваності на цю хворобу на відповідній території».
Епізоотія у світі нині вирує серед амфібій. Їх спричинює патогенний гриб Batrachochytrium dendrobatidis. Епізоотії сприяє здатність тварин опиратись хворобі, бо стійкі особини можуть занести інфекцію далеко від первинного вогнища і посприяти, у такий спосіб, поширенню епізоотії.
У разі епізоотії можлива реквізиція майна в населення задля суспільної необхідності.
В Україні серед ссавців найпоширенішими є періодичні епізоотії сказу, туляремії, лептоспірозу.